# Parada de Bouro
Parada de Bouro is een plaats (freguesia) in de Portugese gemeente Vieira do Minho en telt 529 inwoners (2001).